# 比治山
比治山（日语：／ Hijiyama）是位于广岛县广岛市南区的海拔71.1米的小山丘。是广岛市中心的市民休息场所之一。

## 简介

### 名称
关于比治山名称的由来，有多种说法，例如，有人认为比治山因曾有一位名叫比治的人居住于此，有人认为其山形似斜倚的肘部。比治山又因形似卧虎而被称为“卧虎山”。

### 地理
比治山位于太田川的支流猿猴川和京桥川交汇处以南。整个比治山地区被称为比治山公园，山和京桥川以北的区域称为比治山町，以南的区域称为比治山本町。 比治山公园是市民喜爱的休闲场所之一。作为广岛市最受欢迎的赏樱胜地之一，花季期间，公园里游人如织，公园里挂满了灯笼，让游客在夜晚也能欣赏樱花。 
从江户时代到战后，比治山郡（比治山东北部和正东部）的范围包括了曾属于现在的南段原、段原中、段原山崎、上东云、东云町1-3丁目、东云本町1-3丁目和段原新町的一部分。现今的比治山町和比治山公园曾属于段原郡，而比治山本町则属于南郡。
比治山因比治山隧道而分为南北两部分。山峰位于南侧。山顶地势相对平坦，但周边地势陡峭。由于周边地区的土地开发，山体原有的形态已不复存在。

### 地质
该地区由广岛花岗岩（太田川下游流域的典型特征）和风化沉积的真砂土构成。毛利辉元建造广岛城时，曾用这里的花岗岩建造城墙。

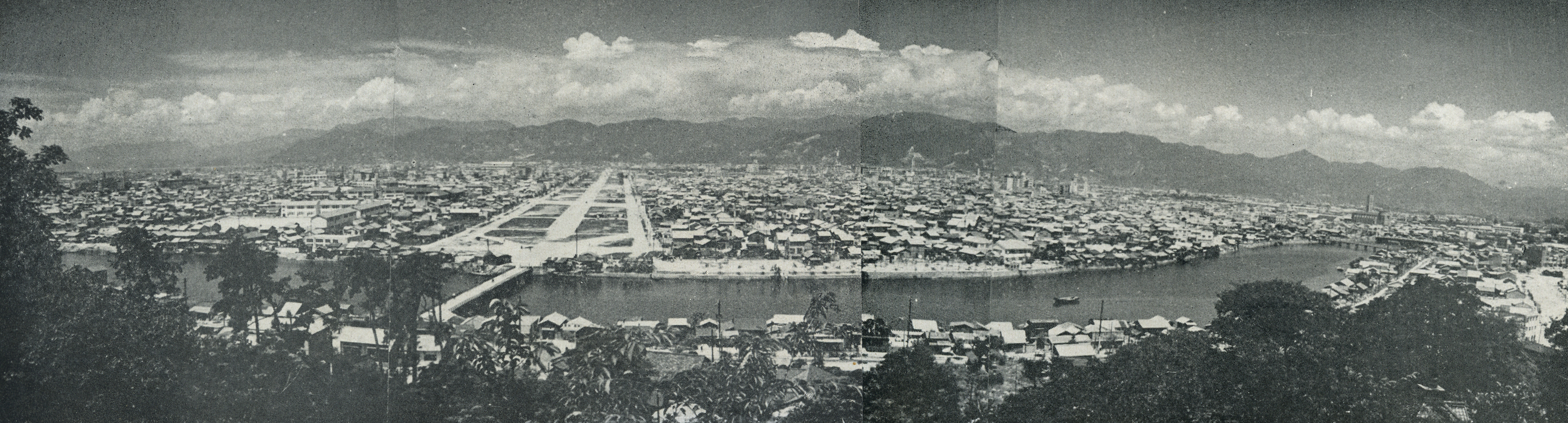
从比治山俯瞰广岛市。1955年拍摄

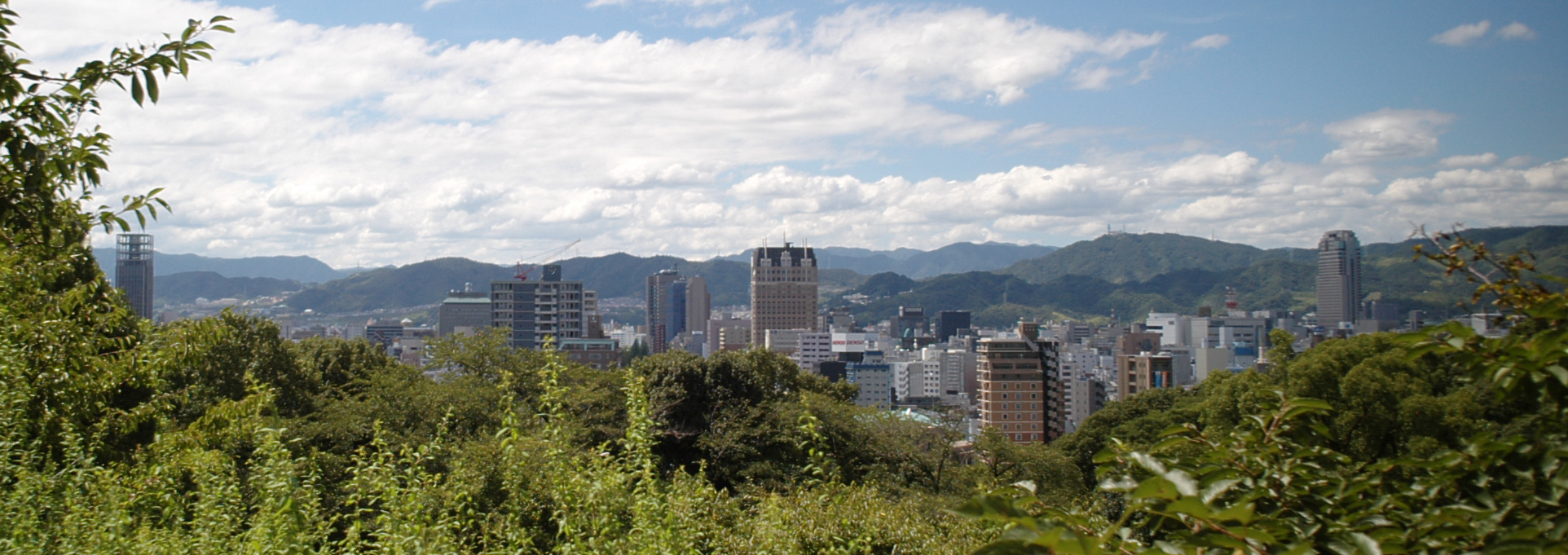
从比治山俯瞰广岛市。2007年拍摄

## 历史

### 古代

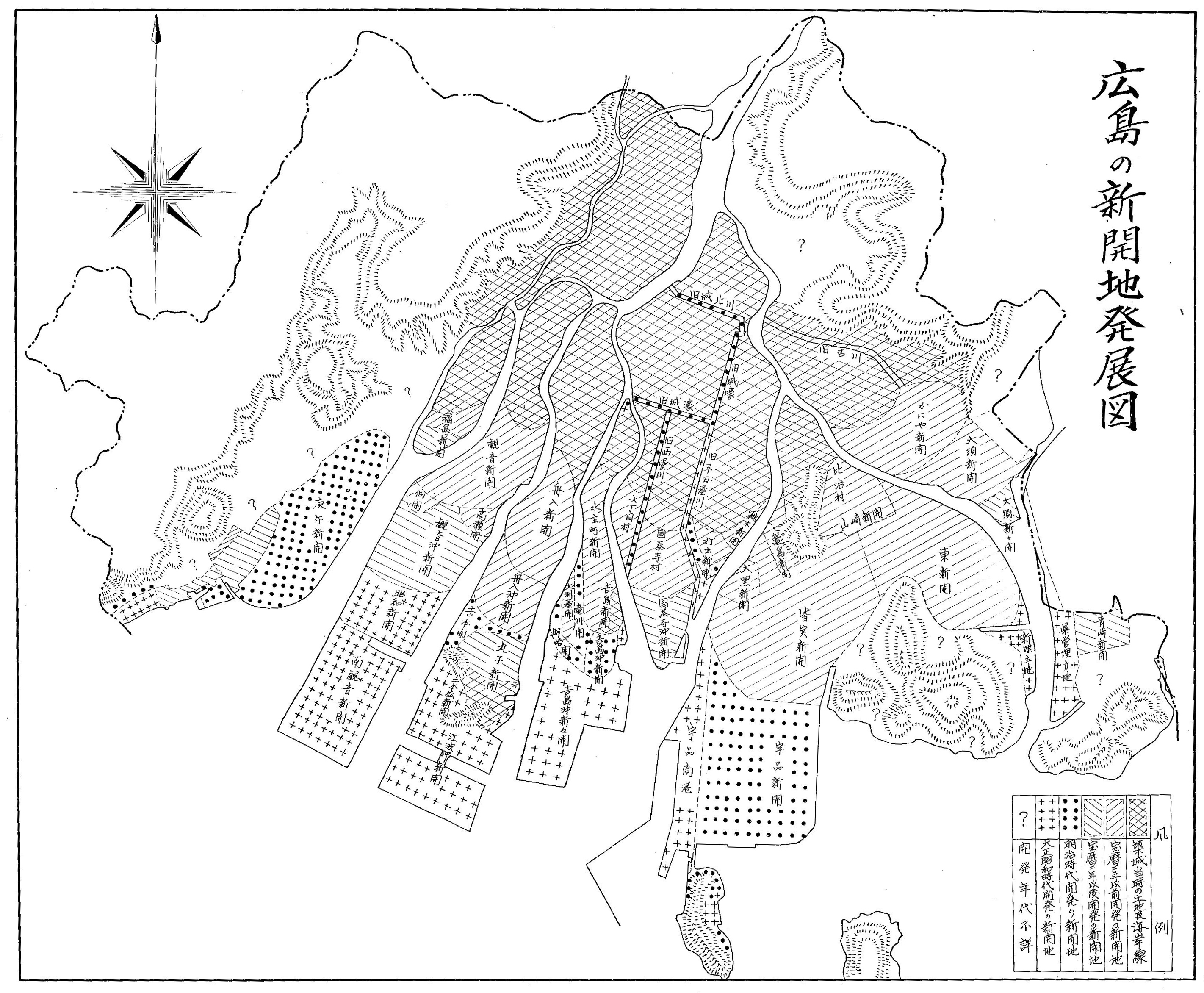
广岛新开发地区发展地图（《广岛市史概要》，1955年）/ 比治山最初成形时，海岸线位于南侧，但其周边地区自1753年起通过开发逐渐形成。现段原三丁目一带被标记为“比治村”。

绳文时代初期，比治山本身是一个孤岛。到了绳文时代晚期，太田川从上游携带的泥沙堆积起来，在该地区周围形成了浅海或滩涂。从那时起比治山上就有人类生活的记录。海洋延伸到比治山以北的二叶山脚下。菅原道真被贬到太宰府途中曾航行到双叶山休息。中世纪时期，太田川下游三角洲地区在15世纪发展起来，到16世纪后期，陆地已经形成，一直延伸到现在的平和大通。大约在这个时候，该地区与本州完全连接起来。

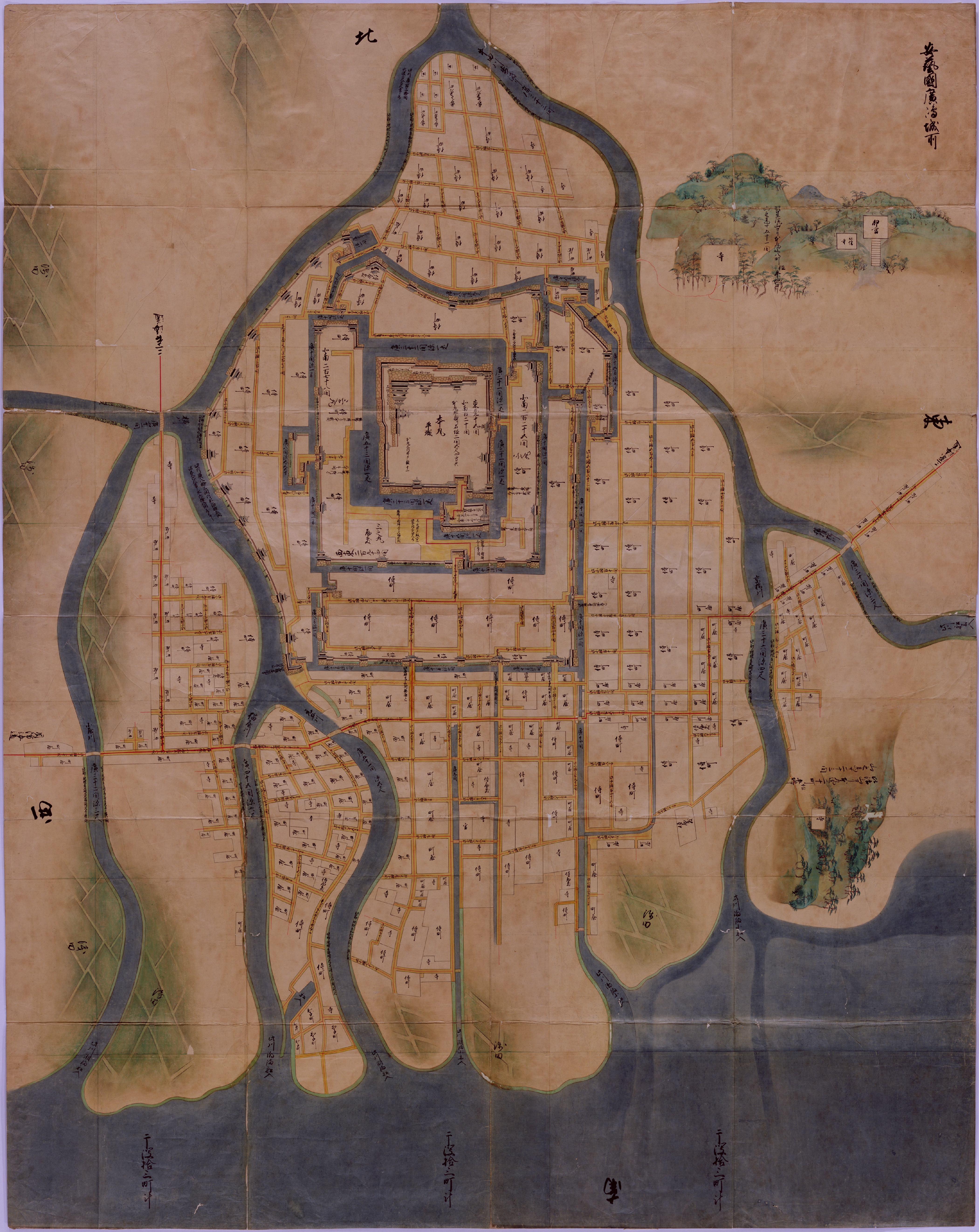
安艺国广岛城地图（约1644年）。比治山位于右下角，当时由于填海造地，它已经靠近大海。二叶山位于右上角。

战国时代是该地区的转折点，当时毛利元就控制了该地区。元就曾考虑将他的基地迁至该地区。有一种说法是，比治山是候选地点之一。该地区在广岛城建成后得到了发展。西国街道从比治山以北延伸，并发展成为一个商业区。在比治山以东的猿猴川沿岸建立了“比治村”。山的南侧于1753年被开垦，并一直延续到明治时期。在江户时代，比治山本身是藩属森林，直到明治末期才成为国有林。

### 近代以后
1872年，日本帝国陆军在比治山设立陆军公墓。1898年，比治山和江波山获准开发为公园，从那时起，它被称为比治山公园。1908年，公园落成，作为广岛市的第一座公园开放。战前，它是该市最著名的赏樱胜地之一，也以杜鹃花而闻名。1909年，御备殿迁至此地。陆军公墓和御备殿成为两大景点。
战前，船舶炮兵团司令部（陆军船舶兵）和电信第二联队驻扎于此。1921年8月8日，陆军第五仓库发生火灾，无数子弹四散飞散造成7人死亡，21人受伤。

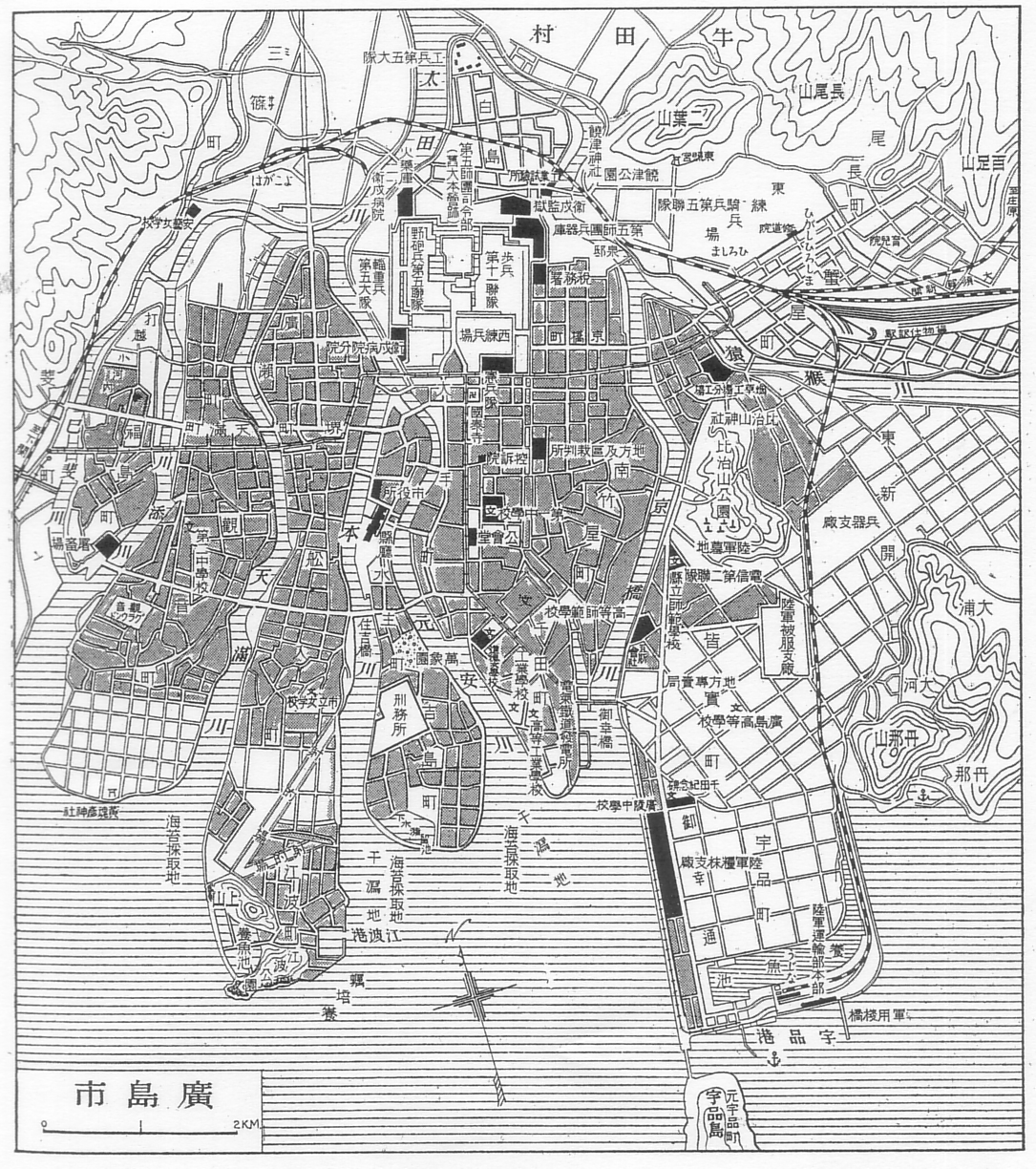
1930年左右的广岛市地图。比治山位于地图中心略偏右的位置。比治山神社位于比治山北侧，陆军公墓位于其南侧。

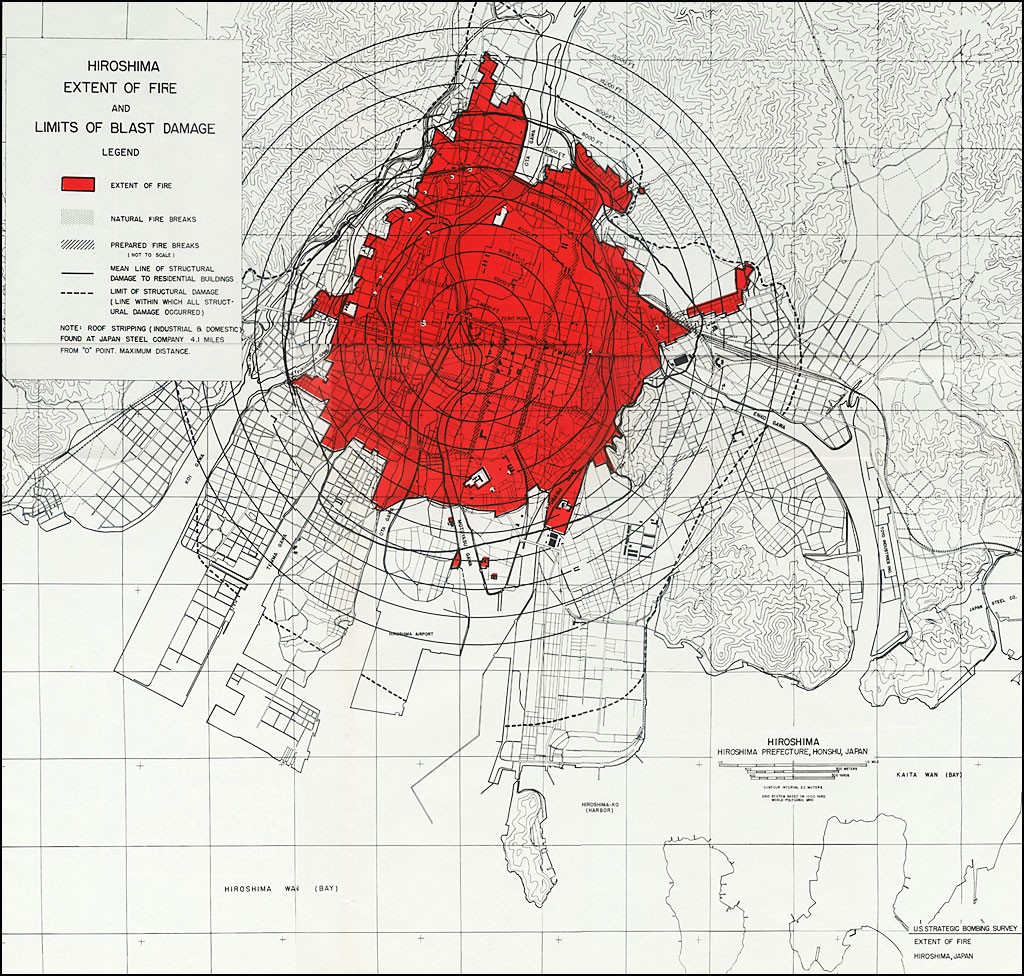
原子弹爆炸造成的损害分布图。红色的烧毁区域表明，损害范围以比治山为界有所差异。

1945年8月6日，广岛遭受原子弹袭击。该地区距离爆心约1.8公里。虽然朝向爆心的西侧遭到破坏，但东侧受灾较小，由于有山的庇护，火势得以控制。原子弹爆炸当天，山麓西侧的多闻院被用作临时广岛县政府。许多来自市中心的幸存者在那里避难。战后，比治山继续被开发为公园。原子弹伤害调查委员会于1949年在此设立办事处。
从战前到1986年，宇品线一直沿山东侧运行。从1966年起，新广岛绕行线（国道2号）一直沿山南侧运行。
1980年，为纪念广岛市被指定为指定都市，决定将该地区开发为“艺术公园”，并在公园内设立了纪念碑。此外，还提出了建造博物馆的计划，广岛市现代美术馆和比治山公园露天图书馆（现广岛市漫画图书馆）也相继建成。20世纪90年代，比治山隧道穿过山脉建成，改善了广岛市中心与段原地区之间的交通。
2023年5月，出席广岛七国集团峰会的九位领导人在原爆遗址留下的留言被制作成纪念碑，于同年11月在比治山公园落成。

## 比治山公园

### 生态系统
与黄金山一样，这片位于市中心的地区自然资源丰富。自中世纪以来，这里一直是著名的候鸟栖息地。江户时代，白鹤频繁来访。广岛藩在现今的鹤见桥附近设立了白鹤养殖场，这也是鹤见桥名称的由来。虽然这里如今已难觅鹤踪，但曾有人在此发现过白眉鸫和黄眉姬鹟等候鸟。江户时代，这片区域为藩属森林，伐木和狩猎均被禁止，因此栖息着许多生物，包括游隼和野猪。当时藩内曾有野猪袭击的记录。如上所述，这里是本市最著名的赏樱胜地之一，在1300棵樱花树盛开的季节，这里与和平纪念公园等景点一起，成为备受欢迎的赏樱胜地。

### 设施

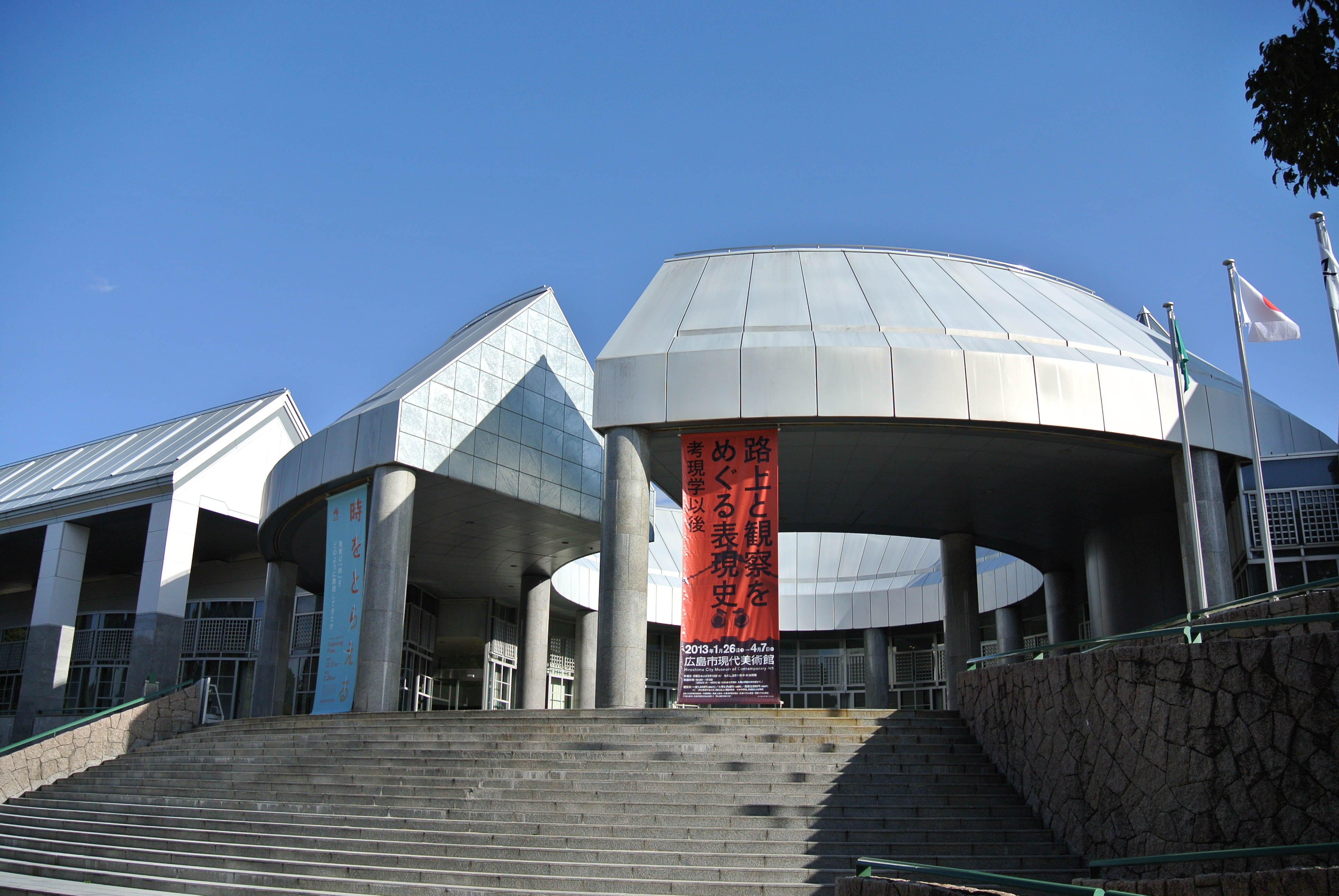
广岛市现代美术馆
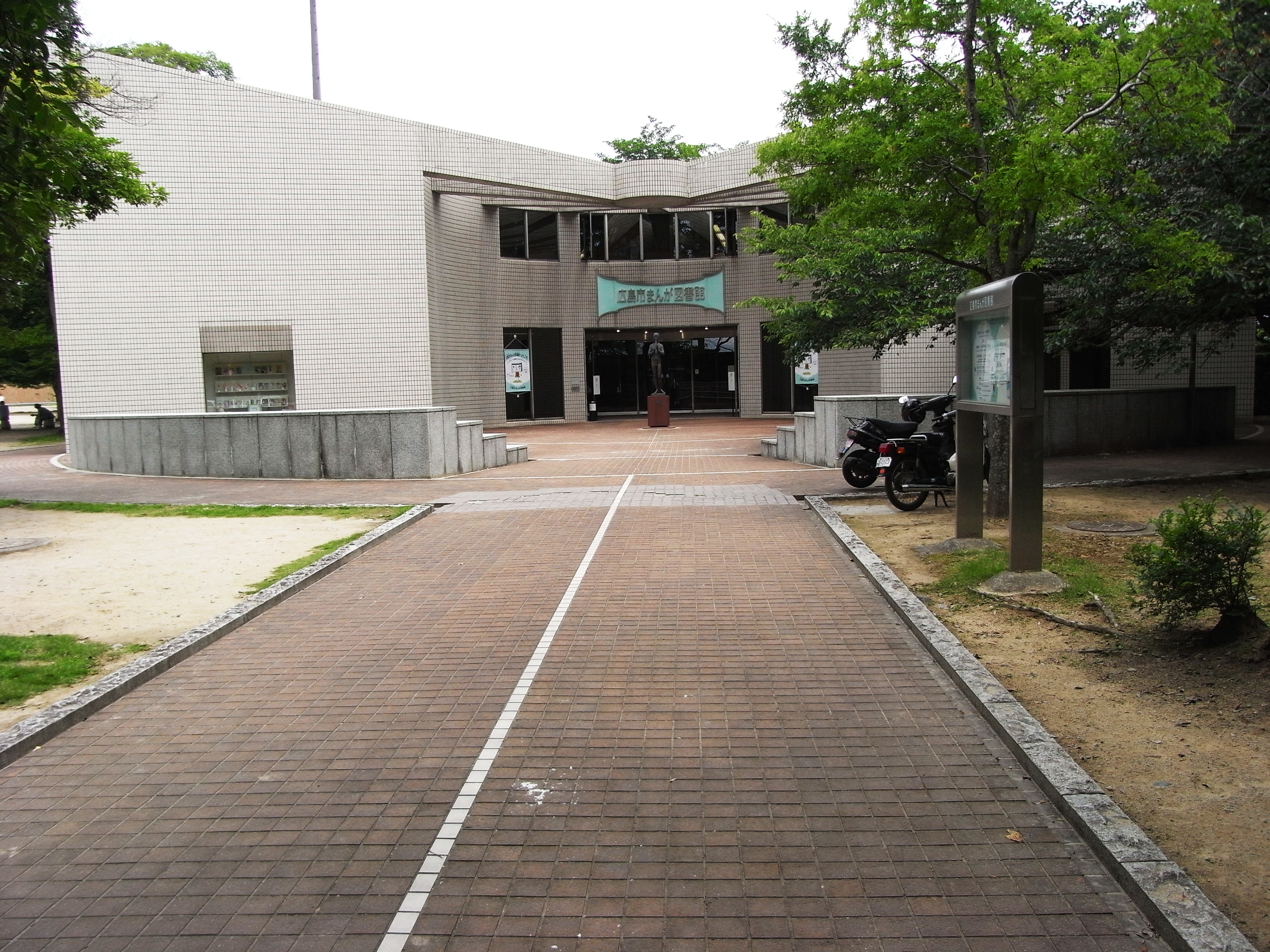
广岛市漫画图书馆
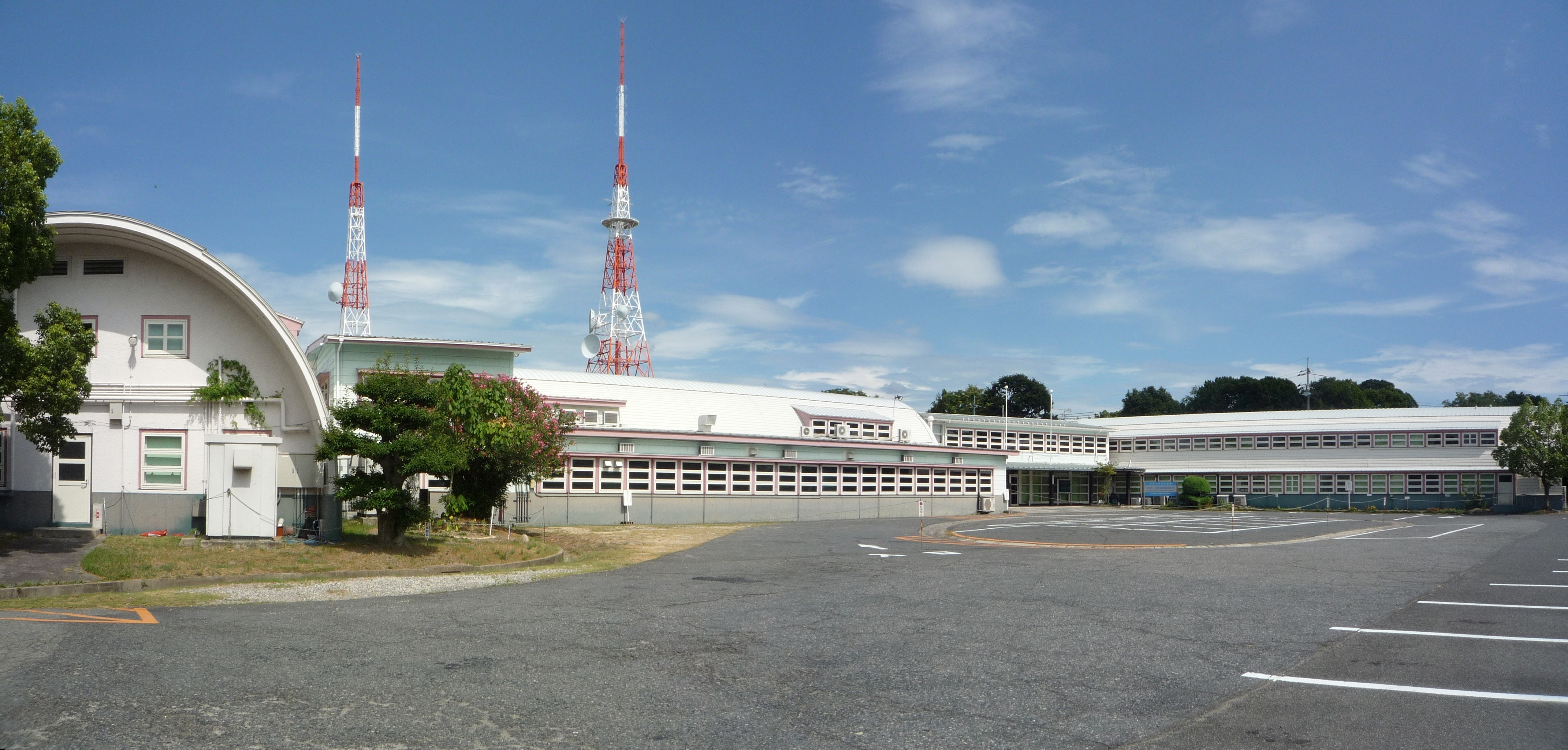
放射线影响研究所
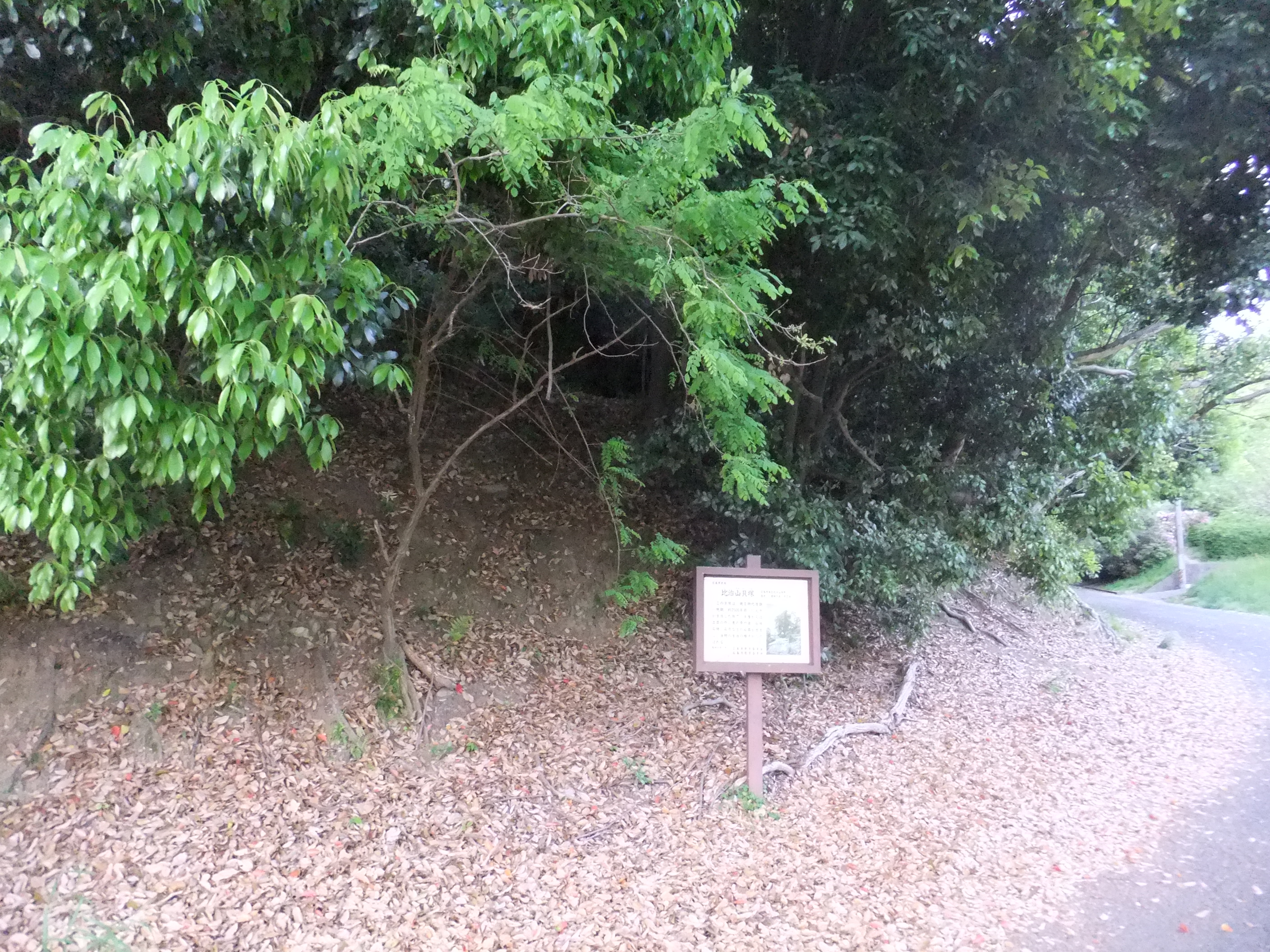
比治山贝冢
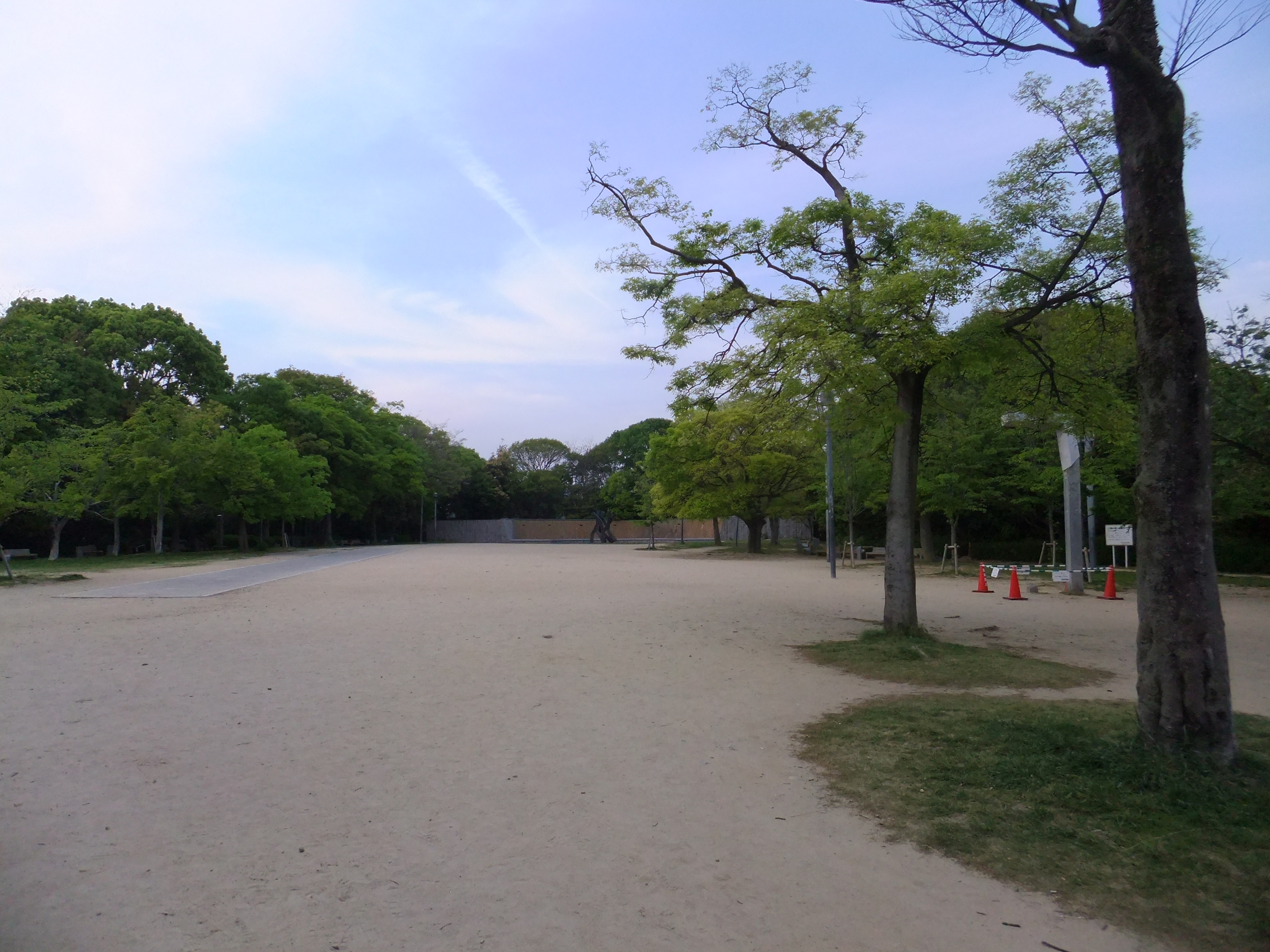
御便殿遗迹广场
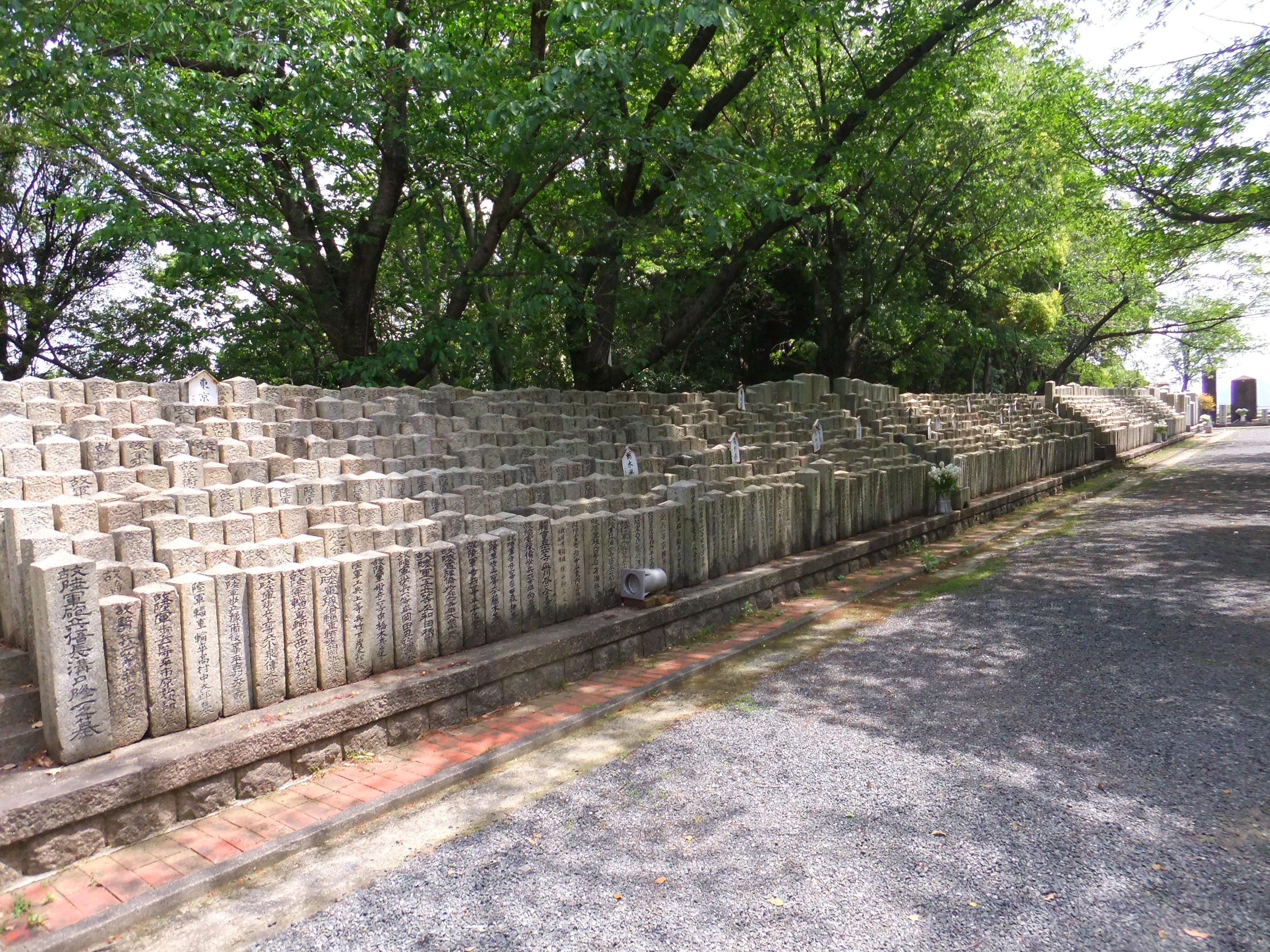
比治山陆军墓地

### 其他
- NHK比治山放送所——广岛主要的模拟电视发射台之一。它于1950年作为NHK广岛放送局的比治山放送所投入运营。当时，素材在流川的总台剪辑，然后用出租车运到这里播出。初时有17名全职技术人员驻扎在那里。自1971年以来，该放松所一直无人值守。比治山放送所尚未安装地面数字电视发射台，目前只有NHK-FM电台在比治山进行广播。
- 加藤友三郎和早速整尔的铜像基座——这些铜像在太平洋战争前就已竖立，但由于金属类回收令，现在只剩下基座了。
- 正冈子规句碑——上刻「鶯の 口のさきなり 三萬戸」。这是正冈子规在日清战争期间作为战地记者访问广岛时创作的诗歌之一，收录于诗集《寒山落木》。[1]
- 原子弹爆炸损害说明板——用从比治山拍摄的原子弹爆炸后的城市照片解释受损情况。[21]
- 云霓桥——这座桥建于1929年，当时广岛市正在举办昭和工业博览会。它最初是一座吊桥。
- 观景台——为了纪念广岛市于1980成为政令指定都市而修建的景点。造访者可由朝南或向西两个观景点眺望四周的景色。从朝南观景点眺望可以看到散布在濑户内海上的岛屿，其中包括了至今仍留有战争遗迹的似岛。[22]

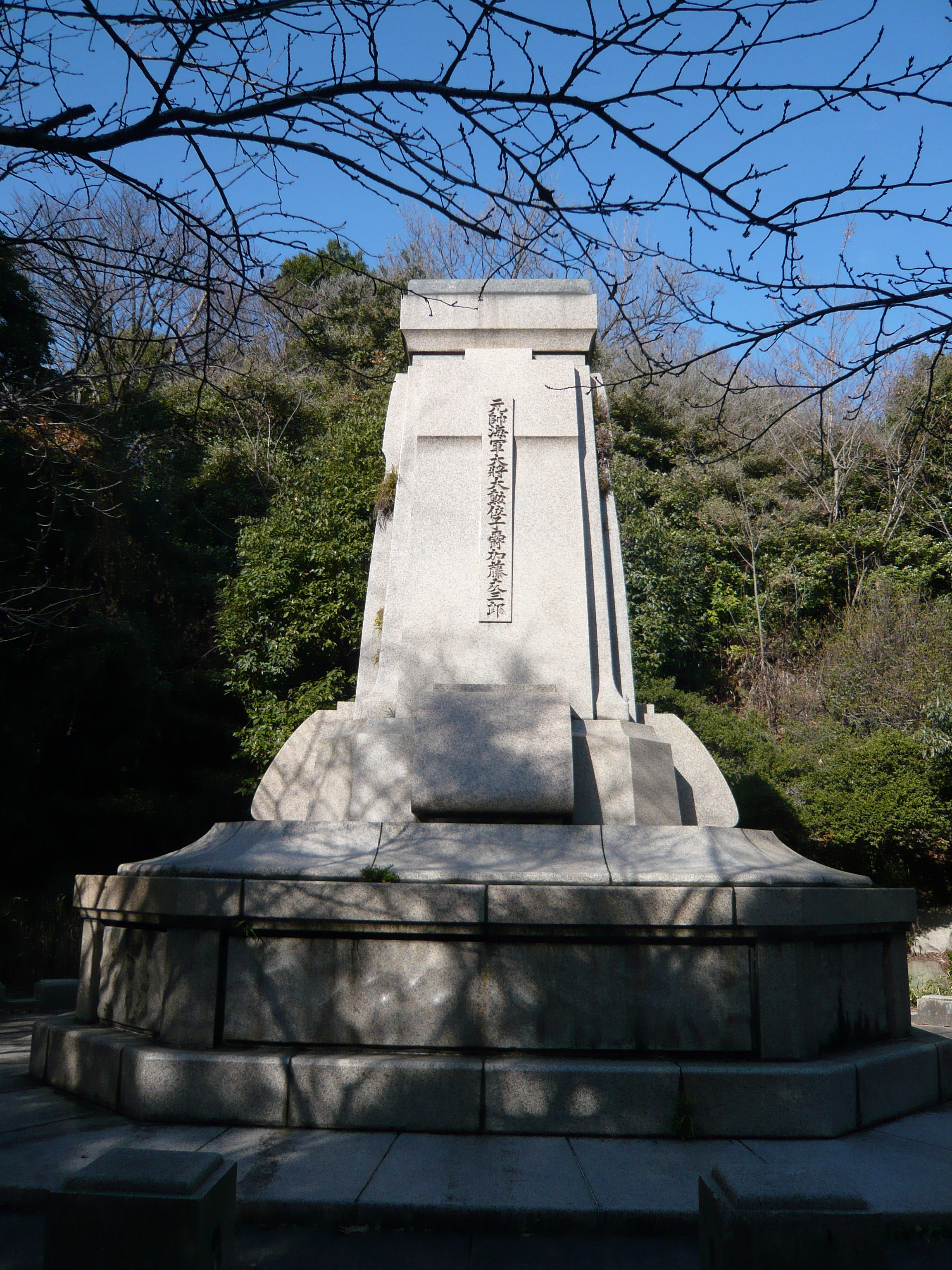
加藤友三郎铜像底座
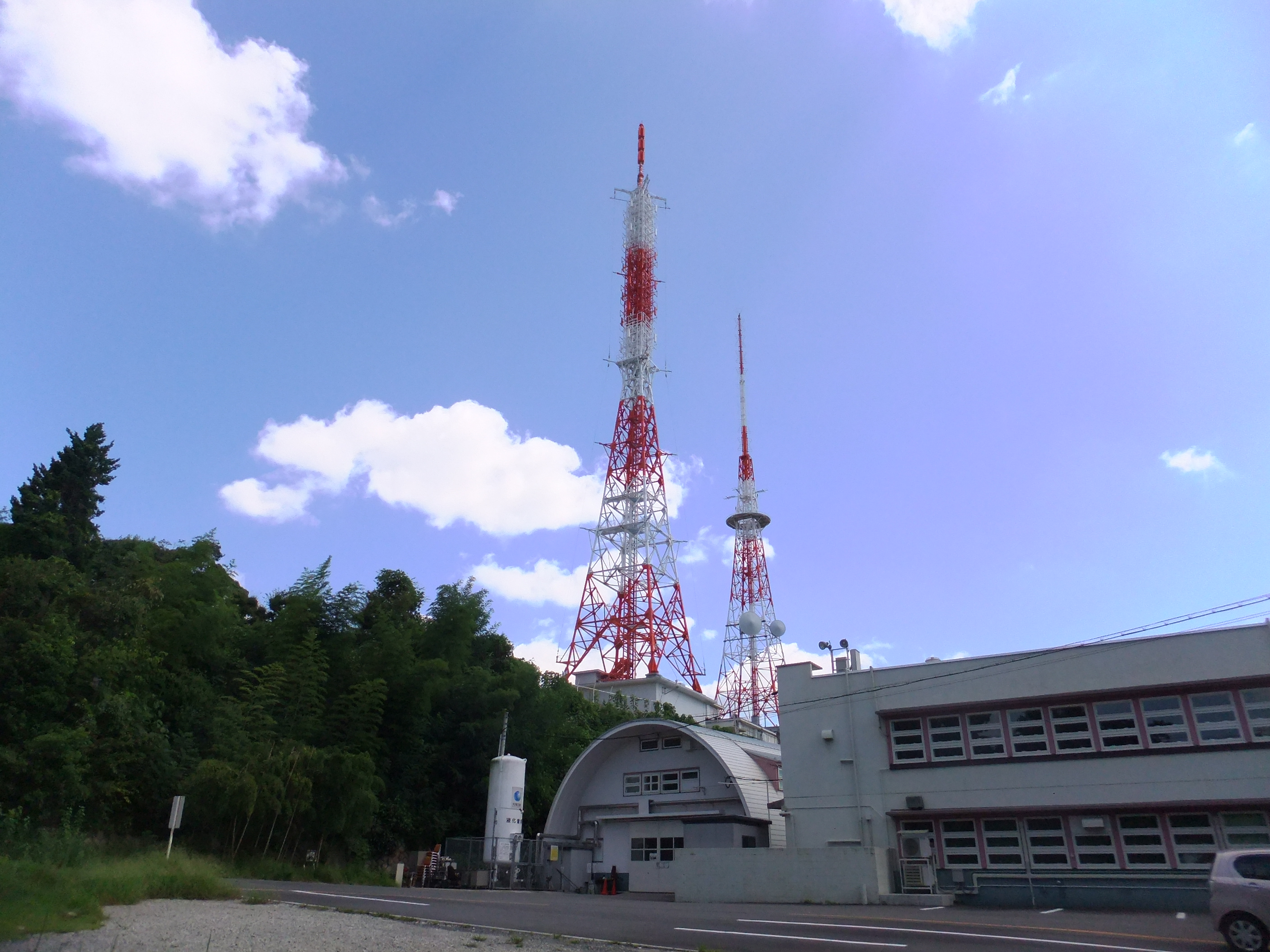
NHK比治山放送所

## 交通
前往比治山最常用的入口是皆实线比治山下电车站附近的旧入口，以及比治山天空步道。
比治山设有可停120辆车的停车场（晚上11点至凌晨5点禁止车辆通行）。从山脚下的广岛东站大厦三楼，可以通过比治山天空步道到达山顶。

如果乘坐巴士，在段原中央站下车，经天空步道步行10分钟。

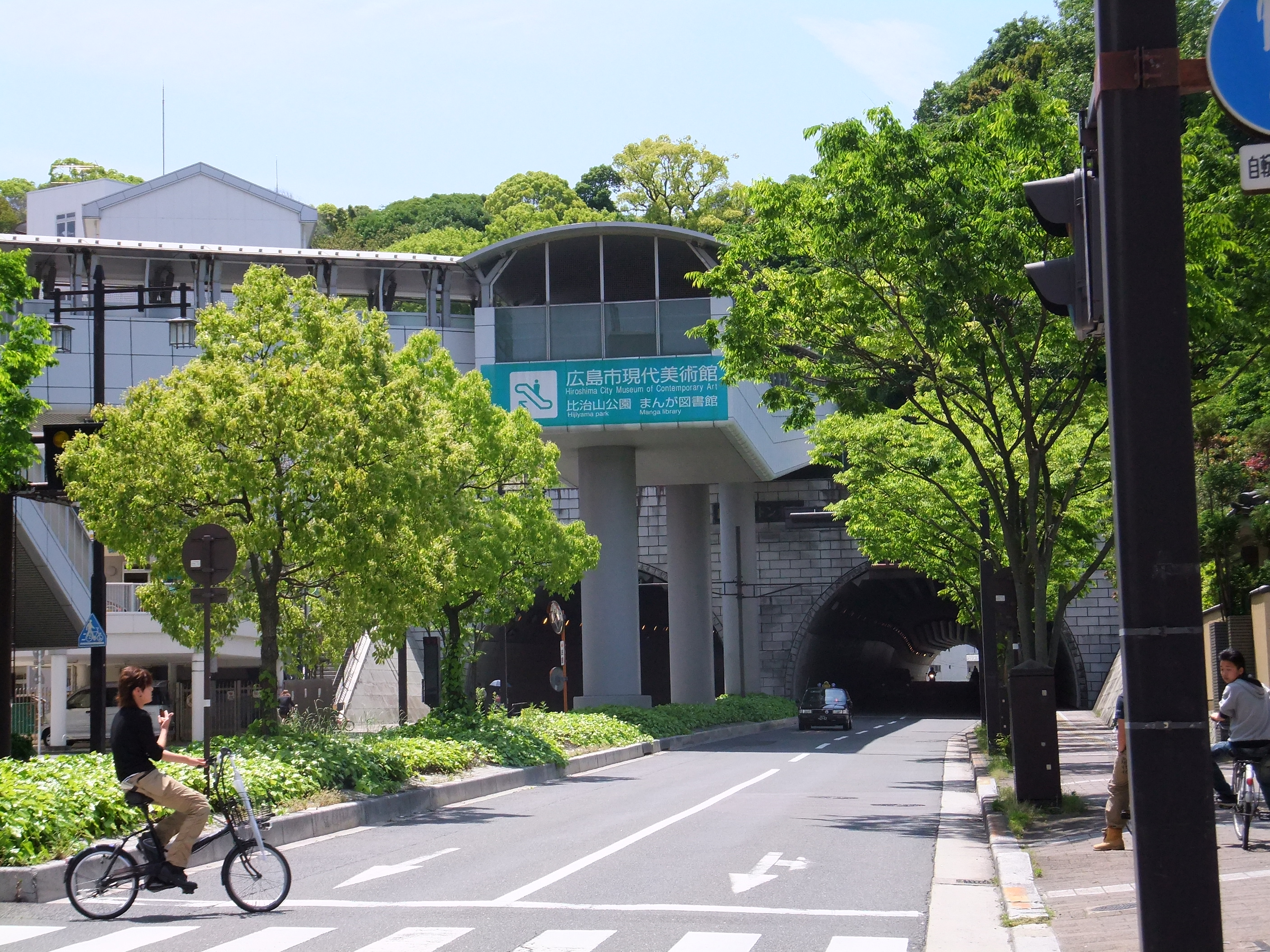
比治山天空步道与比治山隧道
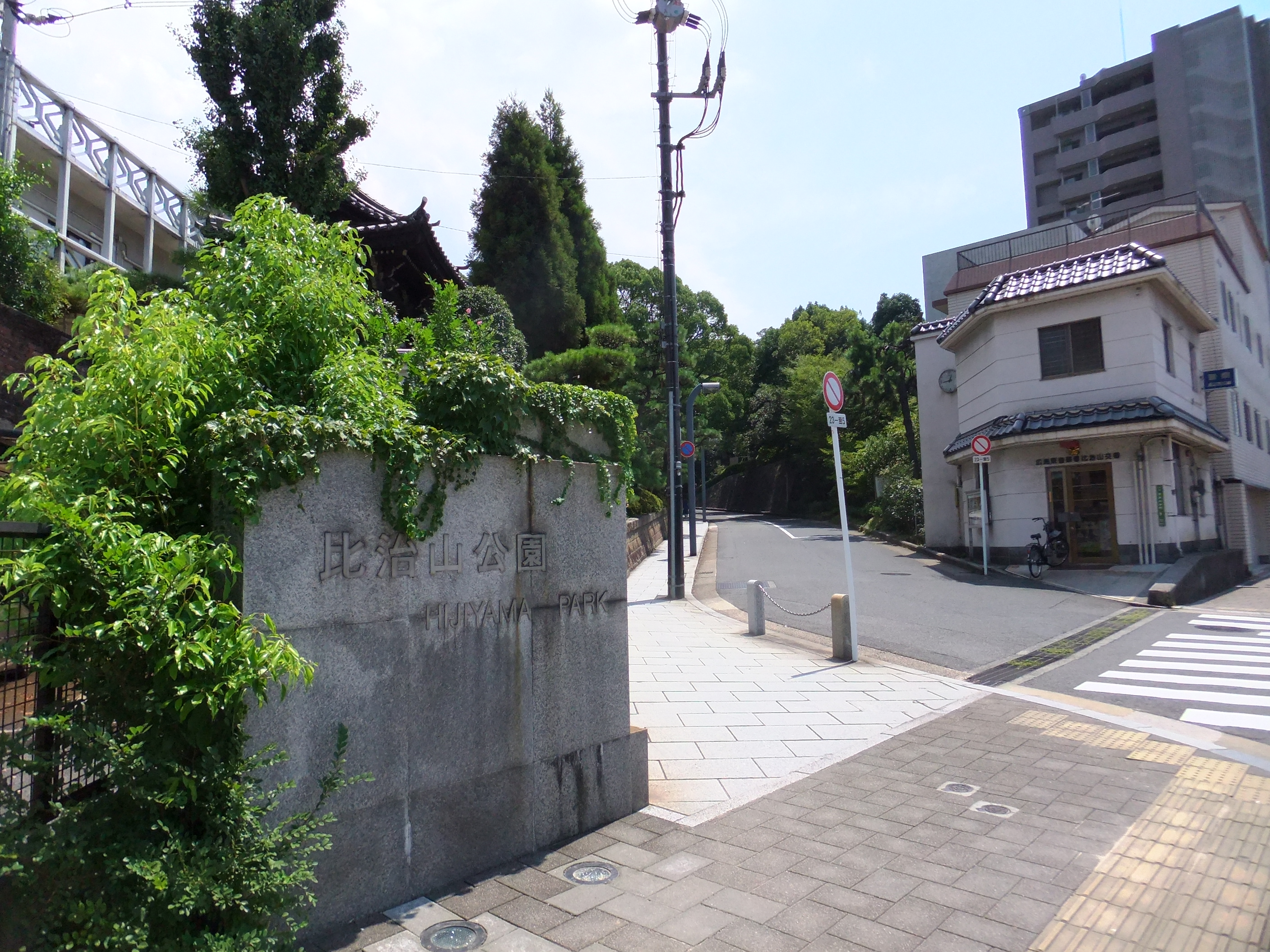
位于比治山下电车站附近的比治山公园入口

## 出生/有联系的人物
- 金桝増太郎（家主）[23]
- 川原米次郎（家主）[23]
- 岸田文雄[24]
- 久保井孝次（吴服商）[23]
- 铃川贯一（实业家）
- 武田达道（广寂寺住持）[23]
- 张本勋（棒球选手）[25]

## 關連項目
- 比治山大學